# Palazzo Bombicci
Il palazzo Bombicci si trova in via de' Calzaiuoli 2-12 rosso, angolo via della Condotta, e in piazza della Signoria 5 a Firenze.

## Storia e descrizione
Il palazzo, di origine trecentesca, fu uno dei pochi superstiti dell'ampliamento di via de' Calzaiuoli tra il 1841 e il 1844, poiché in questo tratto la strada aveva già una larghezza considerevole. Il lato principale è su via Calzaiuoli e presenta cinque grandi arcate a tutto sesto, residuo di un'antica loggia, e un portale architravato più basso. Il pian terreno e il primo piano, dove si apre una fila di finestre rettangolari, sono coperti da un bugnato irregolare, mentre i piani superiori, con finestre ad architrave sporgente, sono intonacati. 
Nel 1786 il palazzo inglobò l'antica chiesa di San Romolo, demolita dopo le soppressioni leopoldine. La nuova facciata sulla piazza venne realizzata nel misurato stile barocco fiorentino da Bernardo Fallani. Al piano terra, entro le più antiche arcate medievali, si trova un'altissima finestra inginocchiata con timpano spezzato sotto la quale si apre un portalino; La porta principale si trova invece a sinistra ed è sormontata da uno stemma dei Bombicci e una targa che ricorda l'antica chiesa di San Romolo:
cui venivano a offerta i collegi

erigeva il popolo nel decimo secolo un tempio

qui dove sorgono le case

di Francesco di Piero Bombicci

edificate l'anno MDCCLXXXVI.»
Nel 1851, al secondo piano del palazzo, abitò per otto anni Pellegrino Artusi, il gastronomo diventato famoso per aver pubblicato nel 1891 il noto ricettario La scienza in cucina e l’arte di mangiar bene, uscito nella prima edizione con 450 ricette. In questo appartamento l’Artusi visse con la propria famiglia, il padre, la madre e le tre sorelle, che giunsero a Firenze pochi mesi dopo “il barbaro oltraggio” subito a Forlimpopoli nella notte del 25 gennaio 1851. Gli Artusi si trasferirono qui precisamente nel maggio 1851, ancora scioccati dall'aggressione subita dalla banda del Passatore.
Dal 1970 al 2001 ha ospitato il Museo Raccolta Alberto della Ragione e collezioni del '900, opere che dal 2014 sono in parte visibili al Museo Novecento.
L'ultimo restauro dell'esterno del palazzo risale al 2007-2008.